# Colostygia hofneri
Colostygia hofneri là một loài bướm đêm trong họ Geometridae.